# Ganj-i-Sawai
La Ganj-i-Sawai (persiano/Hindustani: گنج سواہی, Ganj-i-Sawai, in italiano "Tesoro in Eccesso", spesso anglicizzato come Gunsway) era una Ghanjah dhow (nave mercantile) armata appartenente ai Moghul. Durante il regno di Aurangzeb, fu catturata il 7 settembre 1695 dal pirata inglese Henry Every mentre viaggiava dall'attuale Moca, nello Yemen, a Surat, in India. Fu costruito per ordine dell'imperatrice Mariam-uz-Zamani, bisnonna di Aurengzeb, dopo la cattura della sua nave chiamata Rahimi.

## Cattura per mano dei pirati
Nell'agosto del 1695, Henry Every, al comando della fregata di quinta classe Fancy, da 46 cannoni, raggiunse lo stretto di Mandeb, dove si unì ad altre cinque navi pirata, tra cui la Amity, uno sloop of war da 46 uomini e 8 cannoni di Thomas Tew. Richard Want in Dolphin, Joseph Faro in Portsmouth Adventure, Thomas Wake in Susannah e William Maze in Pearl. Sebbene un convoglio Mughal di 25 navi diretto in India fosse sfuggito alla flotta pirata durante la notte, il giorno seguente incontrarono Ganj-i-Sawai e la sua scorta Fateh Muhammed, che trasportava lei stessa 94 cannoni ed era di dimensioni ancora più grandi della Ganj-i-Sawai ma non aveva tanti membri dell'equipaggio. Entrambe erano ritardo nell'attraversare lo stretto in rotta verso Surat.
La prima ad essere attaccata dai pirati di Every fu Fateh Muhammed, che in precedenza aveva respinto un attacco da Amity, finita con la morte del capitano Tew. Forse intimidito dai 46 cannoni di Fancy o indebolito dalla loro precedente battaglia con Tew, l'equipaggio di Fateh Muhammed oppose poca resistenza, e i pirati di Every riuscirono a saccheggiare la nave andandosene con un tesoro del valore di 40.000 £.
Every ora navigava all'inseguimento di Ganj-i-Sawai, raggiungendola a circa otto giorni da Surat. Ganj-i-Sawai era un temibile avversario, montava 62 cannoni e trasportava da quattro a cinquecento guardie armate con armi leggere, oltre ad altri seicento passeggeri. La raffica di apertura fu fortunata, in quanto uno dei cannoni della Ganj-i-Sawai esplose, uccidendo alcuni dei suoi artiglieri e provocando grande confusione e demoralizzazione tra l'equipaggio, inoltre la bordata di Every colpì l'albero maestro del suo nemico. La Fancy si affiancò e alcuni dell'equipaggio salirono a bordo, sopraffacendo i soldati, i passeggeri e gli schiavi di Ganj-i-Sawai.
I pirati vittoriosi sottoposero poi i loro prigionieri a diversi giorni di orrore, uccidendoli a piacimento e usando la tortura per costringerli a rivelare l'ubicazione del tesoro della nave.
Il bottino di Ganj-i-Sawai ammontava tra le 325.000 £ e 600.000 £, inclusi "circa 500.000 £ in pezzi d'oro e d'argento, oltre a numerose palline ingioiellate e varie coppe d'argento, ninnoli e così via". Diversi membri tornarono a casa a mani vuote: Tew era morto, le navi di Want e Wake erano troppo lente e non arrivarono mai alla battaglia, Faro arrivò alla Ganj-i-Sawai ma non si scontrarono mai, e Maze era presente ma Every riprese la loro parte del bottino dopo che l'equipaggio di Pearl tentò di scambiare monete con svilimento agli uomini di Fancy. Ad Every era stato chiesto dagli altri capitani pirata di portare il tesoro in un luogo concordato dove sarebbe stato diviso tra i vari equipaggi, poiché Fancy, con i suoi 46 cannoni, aveva la maggiore potenza di fuoco per proteggerlo. Al calar della notte, Every e il suo equipaggio scapparono silenziosamente dall'armata dei pirati, portando con sé tutto il tesoro di Ganj-i-Sawai.
In risposta alla cattura di Ganj-i-Sawai, l'imperatore Mughal, Aurangzeb, inviò il suo esercito in cinque porti chiave per il commercio inglese in India - Bombay, Surat, Broach, Agra e Ahmedabad - con l'obiettivo di chiuderli. Aurangzeb interruppe di fatto il commercio inglese con l'India poiché si rifiutò di riaprire i porti finché Henry Every non fosse catturato e giustiziato per i suoi crimini. La Compagnia delle Indie Orientali si riconciliò con l'imperatore Moghul compensandolo completamente delle sue perdite e presentando una richiesta di risarcimento assicurativo di 350.000 £, sebbene le autorità Moghul chiedessero che tale importo fosse raddoppiato. Il desiderio di vedere Every giustiziato portò alla prima vera caccia all'uomo globale della storia, anche se lui e la maggior parte del suo equipaggio non furono mai catturati. Sei membri del suo equipaggio furono presi, processati e giustiziati, sebbene non furono giudicati colpevoli di aver preso la Ganj-i-Sawai, ma piuttosto una nave diversa.

## Nella cultura popolare
La rapina a Ganj-i-Sawai e il suo bottino hanno un posto di rilievo nel videogioco del 2016 Uncharted 4: Fine di un ladro.

## Galleria d'immagini

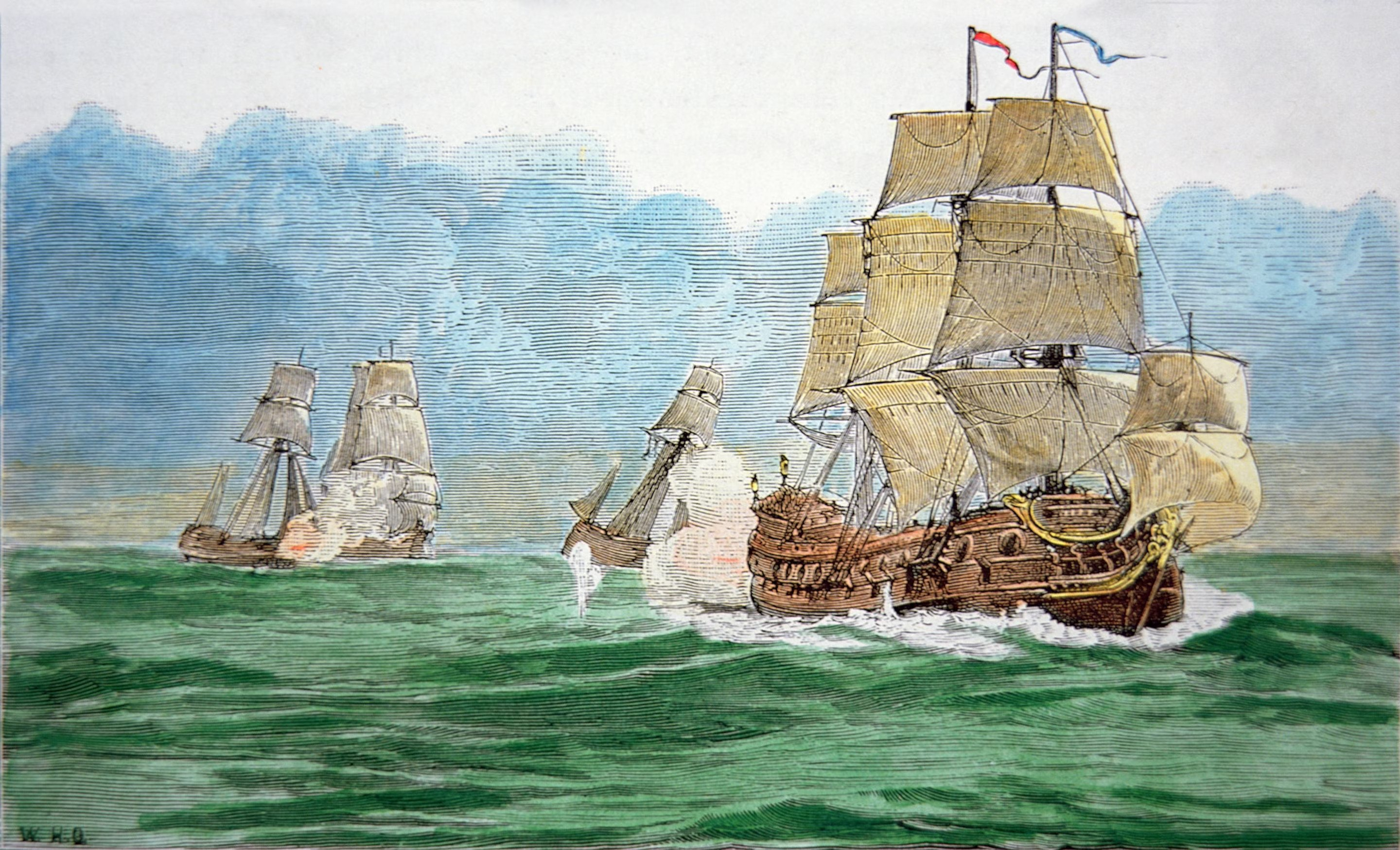
Ganj-i-Sawai viene inseguita dalla flotta di Every. La nave è erroneamente raffigurata come una East Indiaman.
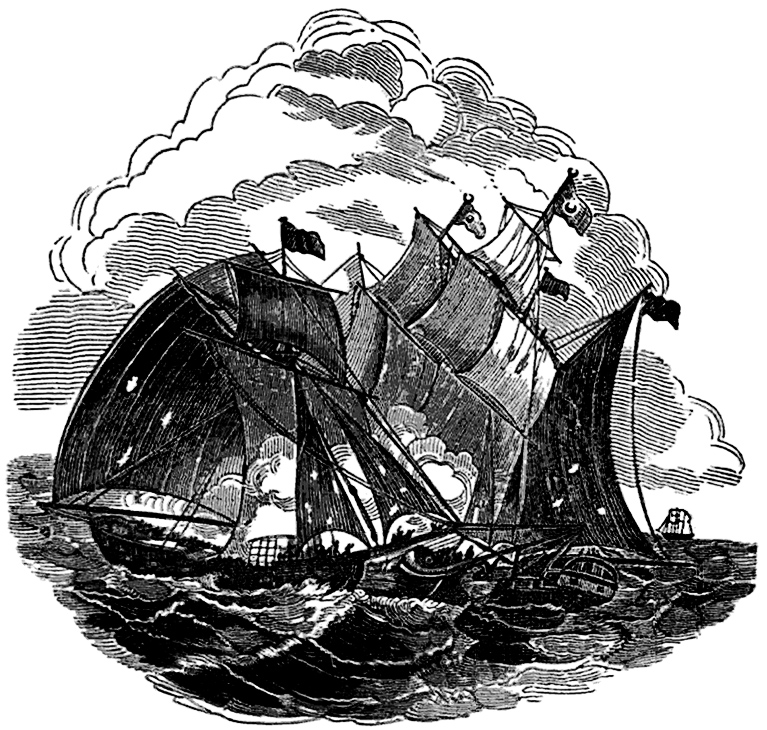
Illustrazione di Ganj-i-Sawai (al centro) mentre viene attaccata.
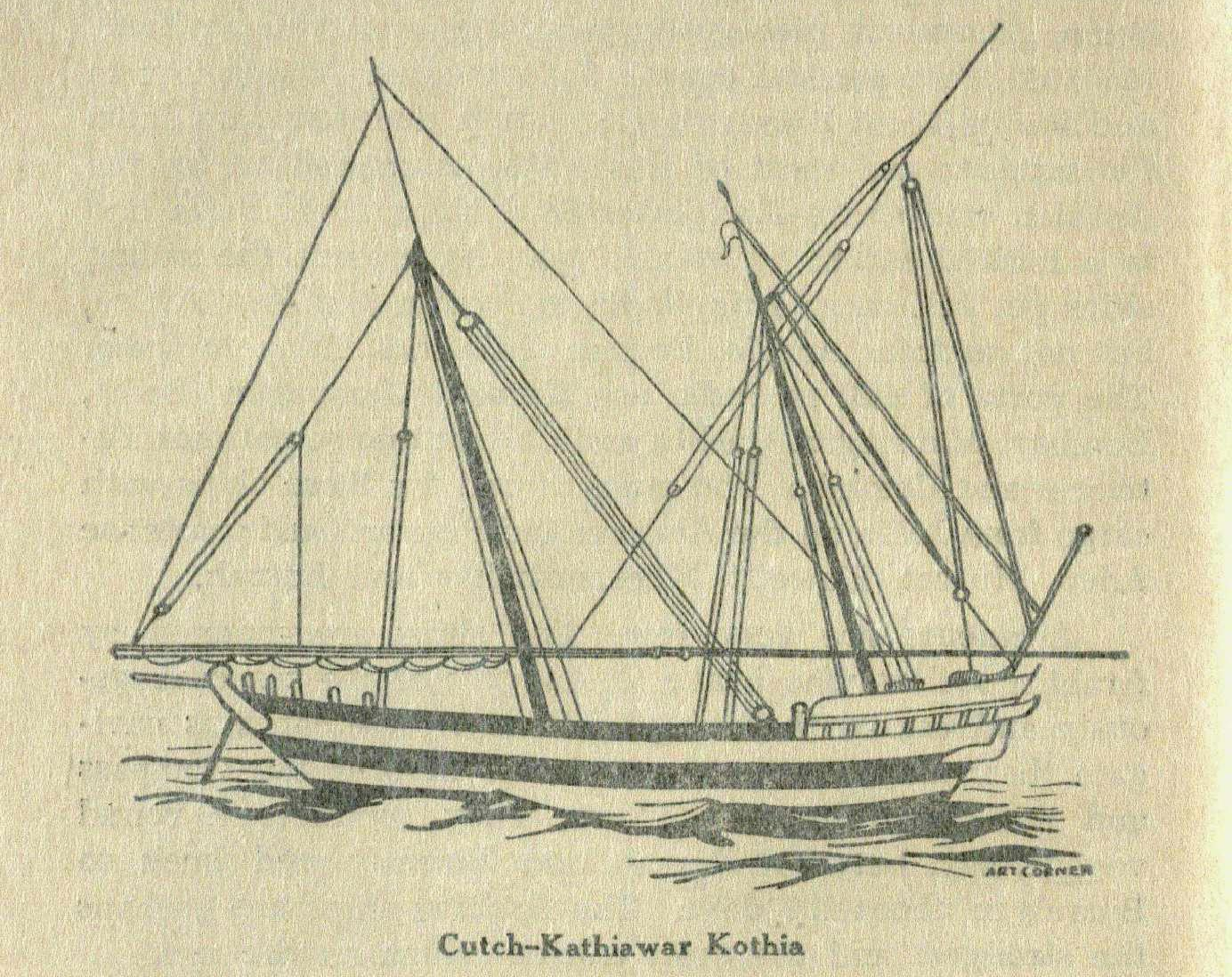
Un kotiya indiano (noto come ghanjah agli arabi). Ganj-i-Sawai sarebbe simile a questo.

### Annotazioni
1. ↑  Fancy salpò per Bourbon, arrivando nel novembre 1695. Qui l'equipaggio distribuì 1.000 £ (da £ 93.300 a £ 128.000 oggi) per uomo, più soldi dello stipendio di vita di un marinaio.

### Fonti
1. ↑  Johnson, p. 120.
2. ↑  Baer, p. 101.
3. ↑   Gazetteer of the Bombay Presidency: Tha'na (2 pts.) - Google Books, su books.google.com, 1882.
4. 1 2  Saletore, pp. 54-55.
5. 1 2   Muhammad Azam Kalan, Journal of Indian studies, 1929,  pp. pp. 186–187.
6. ↑  Harris, p. 88.
7. ↑  Jr. Burgess, p. 53.
8. ↑  Rennie.
9. ↑  Burgess, 143.
10. ↑   The trial of Joseph Dawson, Edward Forseith, William May, Wm. Bishop, James Lewis, and John Sparkes, at the Old-Bailey, for felony and piracy, in A complete collection of State Trials and proceedings for High Treason and other Crimes and Misdemeanors, vol. 13, 392, column 451, 1812.